# Hakenkreuzbanner
Hakenkreuzbanner ('Bandera de la cruz en forma de gancho') fue un periódico publicado en la ciudad alemana de Mannheim entre 1931 y 1945. Fue un órgano local del Partido Nacional Socialista Obrero Alemán (NSDAP). Después de la toma del poder por Adolf Hitler y el NSDAP en 1933, la influencia del Hakenkreuzbanner creció en la escena mediática de Mannheim. Bajo el nuevo régimen, el periódico adquirió sus rotativas y edificios de oficinas arrebatándoselos por la fuerza a un competidor socialdemócrata. La publicación se interrumpió en la última etapa de la Segunda Guerra Mundial.

## Primeros años
Hakenkreuzbanner fue fundado en 1931 junto con el periódico de Heidelberg Volksgemeinschaft para complementar el órgano principal del NSDAP en Gau Baden, Der Führer. El primer número de Hakenkreuzbanner se publicó el 3 de enero de 1931 como órgano del partido NSDAP para los distritos de Mannheim y Weinheim. En el momento de su fundación se publicaba semanalmente. Hakenkreuzbanner tenía un magro capital inicial de 1300 Reichsmarks. Se imprimió inicialmente en Heidelberg. El diputado del Reichstag, Karl Lenz, era el editor de Hakenkreuzbanner.
En mayo de 1931 la frecuencia de publicación se aumentó a dos veces por semana. En enero de 1932 Hakenkreuzbanner se convirtió en un periódico diario. En 1932 el periódico tenía una tirada de 10 000 ejemplares. El 1 de noviembre de 1932, el Gauleiter Robert Wagner nombró a Kurt Schönwitz director editorial de Hakenkreuzbanner, y le encargó supervisar la separación de Hakenkreuzbanner de Volksgemeinschaft y creó su propia editorial.

## Ataque alVolksstimme
En la noche del 9 al 10 de marzo de 1933, las oficinas y la imprenta del periódico socialdemócrata Volkstimme en R 3, 14/15 en el centro de la ciudad (Quadratestadt) fueron atacados por el Sturmabteilung (SA), Schutzstaffel (SS) y fuerzas policiales. Schönwitz (quien además de su papel en el periódico tenía el título de Obersturmbannführer) participaron en el asalto. El pretexto para el ataque fue la afirmación de que desde el edificio del Volksstimme se había disparado contra un mitin nacionalsocialista. Tras la violenta toma del local del Volksstimme el equipo editorial del Hakenkreuzbanner se trasladó al edificio. Después de haber tomado las prensas rotativas del Volksstimme, la impresión de Hakenkreuzbanner fue trasladado fuera de Heidelberg.

## Ediciones
En 1933 se lanzaron ediciones separadas para Schwetzingen - Hockenheim (publicadas desde Schwetzingen) y Weinheim. Hacia finales de 1933, la edición principal de Mannheim se dividió en una primera y una segunda edición. Entre 1933 y 1939, la primera edición de Mannheim se publicó dos veces al día (o más bien, doce veces por semana), mientras que la segunda edición de Mannheim se publicó siete veces por semana. Los primeros números de la edición de Mannheim tenían 12 páginas, los segundos números de la edición de Mannheim tenían 22 páginas. Suplementos recurrentes de Hakenkreuzbanner incluyeron Deutsches Leben ('Vida alemana'), Durch deutsche Gaue ('A través del Gaue alemán') y Die deutsche Frau ('La mujer alemana').
El 1 de enero de 1935, Schönwitz fue ascendido a director editorial de Hakenkreuzbanner. En 1935 la tirada había alcanzado los 41 000 ejemplares diarios. El periódico fue publicado por Hakenkreuzbanner-Verlag und Druckerei G.m.b.H..

## Dominio del sector de la prensa en Mannheim
Hakenkreuzbanner se convirtió en el periódico más importante de Mannheim. El periódico llegó a dominar el mercado publicitario de Mannheim y las autoridades municipales publicaban sus avisos en sus páginas. En enero de 1937, la edición principal de Mannheim tenía una tirada diaria de 39 290 ejemplares, mientras que la tirada total de todas sus ediciones era de 49 458. Antes de la toma del poder por los nacionalsocialistas en 1933, Mannheim tenía ocho periódicos locales notables, en 1939 sólo quedaban Hakenkreuzbanner y Neue Mannheimer Zeitung.

## Equipo editorial
A partir de 1937, la redacción de Hakenkreuzbanner estaba formada por el Dr. Wilhelm J. Kattermann (redactor jefe), Karl M. Hageneier (redactor jefe adjunto), Helmuth Wüst (director general), el Dr. Wilhelm Kicherer (política, actualidad), Wilhelm Ratzel (economía, comercio), Friedrich Karl Haas (asuntos municipales, movimiento nacionalsocialista), Fritz Haas (asuntos locales) y Julius Etz (sección de deportes). El director de publicidad fue Karl Heberling. Los colaboradores frecuentes del periódico fueron Hans Joachim von Reischach (Berlín), Dr. Johann von Leers (Berlín) y Hans 'Hauptmann' Tröbst (Manchukuo). El 19 de septiembre de 1938, el Reichsleiter para la prensa, Max Amann nombró a Schönwitz como nuevo director del NS-Gauverlag Tirol en Innsbruck. Walter Mehls fue nombrado nuevo director editorial de Hakenkreuzbanner.

## Segunda Guerra Mundial
En 1939 la tirada había alcanzado los 60 000 ejemplares diarios. En 1939 se publicaron las dos ediciones de Mannheim de Hakenkreuzbanner se fusionaron nuevamente en una edición diaria. Los edificios de Hakenkreuzbanner y de su único competidor local Neue Mannheimer Zeitung sufrieron graves daños durante los bombardeos aliados y, a partir del 1 de enero de 1944 Neue Mannheimer Zeitung fue publicado conjuntamente con Hakenkreuzbanner. En la última fase de la guerra, el número de páginas de Hakenkreuzbanner se redujo. El último número del periódico se publicó el 23 de marzo de 1945.